# Río Viecura
Le río Viecura est un cours d'eau de l'Amazonie vénézuélienne. Situé dans l'État d'Amazonas, il est un sous affluent de l'Orénoque et se jette en rive gauche du río Ventuari dont il est l'un des premiers affluents entre les localités de Cacurí et Uasaña. Il prend sa source au cerro Asisa appartenant au massif de Parú-Euaja, tout comme d'autres affluents du Ventuari, les ríos Asisa, Parú et  Seje.